# 雜色矮鱸
雜色矮鱸為輻鰭魚綱鱸形目鱸亞目真鱸科的一種，為亞熱帶淡水魚，被IUCN列為易危保育類動物，分布於澳洲南部淡水流域，體長可達6.5公分，棲息在水質清澈的溪流及水塘底中層水域，生活習性不明，可做為觀賞魚。

## 擴展閱讀
維基物種上的相關：雜色矮鱸